# Deadstar
Deadstar è il primo mixtape del rapper statunitense Smokepurpp, pubblicato il 27 settembre 2017 dalla Alamo Records e Cactus Jack.

## Copertina
Un amico di Smokepurpp ha avuto l'idea per l'album dal famoso artista punk rock GG Allin. Sulla copertina dell'album di Purpp, è visto in una bara, circondato da un ritaglio di giornale, foto di se stesso, alcool e una bottiglia. Questo imita una foto famigerata del punk rocker al suo funerale. Allin è morto nel 1993 a causa di un'overdose di eroina, è stato fotografato al suo funerale nella sua bara, con una bottiglia di Jim Bean e ritagli di giornale che lo circondano, il suo cadavere non lavato, con indosso la giacca di pelle e il cinturino jock (un suo marchio).

## Singoli
Il singolo principale, "Audi". è stato rilasciato il 19 maggio 2017. Il secondo singolo, "Different Color Molly" è stato rilasciato il 26 maggio 2017.  Il terzo singolo, "To the Moon" è stato rilasciato il 2 giugno 2017. Il quarto e ultimo singolo, "Bless Yo Trap" è stato rilasciato il 15 settembre 2017.

## Tracce
1. I Don't Know You feat. Chief Keef e Yo Gotti – 3:41
2. Drop – 1:34
3. Audi. – 2:39
4. OK feat. Lil Pump – 2:06
5. Streets Love Me feat. Juicy J – 3:16
6. No Safety – 2:06
7. Bless Yo Trap – 1:55
8. Fingers Blue feat. Travis Scott – 3:14
9. Nose – 1:34
10. Krispy Kreme – 2:35
11. Topic – 2:00
12. Hold It – 1:54
13. Count Up feat. DRAM – 3:35
14. Different Color Molly – 3:05
15. To the Moon – 2:59
16. Phantom – 2:25
17. RIP Max – 4:26
18. Purgatory – 3:12